# Zalaújvár

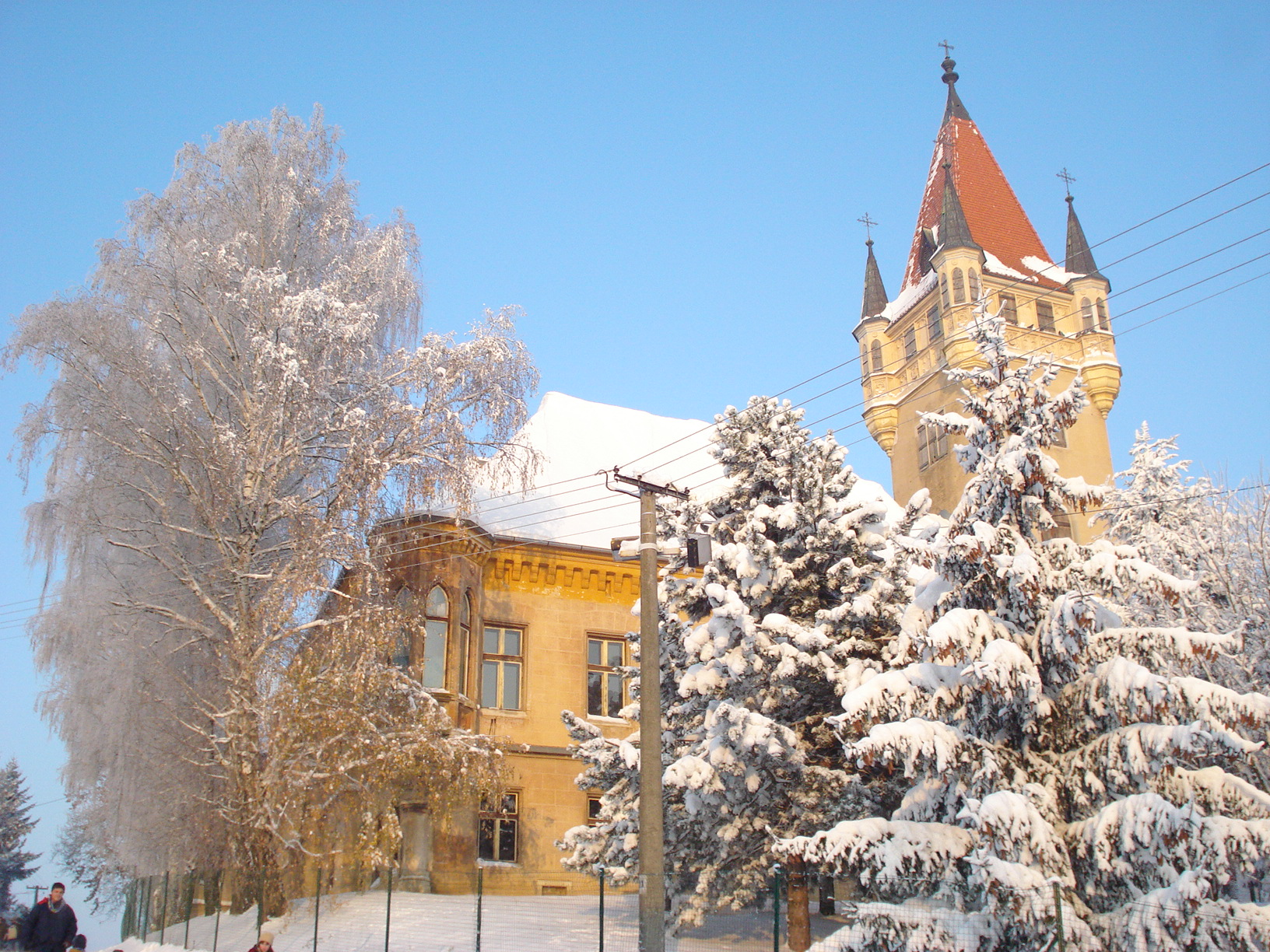
A Festetics-kastély

Zalaújvár (horvátul: Pribislavec) falu és község Horvátországban, Muraköz megyében.

## Fekvése
Csáktornyától 3 km-re keletre fekszik.

## Története
A települést 1366-ban "Poss. Porbozlouhaza" alakban említik először. 1478-ban már mai horvát nevén "Pribislawecz" alakban szerepel a csáktornyai uradalom tartozékai között. Régi magyar neve Porboszlóháza és horvát neve is minden bizonnyal a szláv Pribislav személynévből származik. A település valószínűleg sokkal régebbi, mint az első említése és  már 1334-ben a muraközi plébániák első írásos említésekor a drávaszentmihályi plébániához tartozhatott.
Hunyadi Mátyás az uradalommal együtt Ernuszt János budai nagykereskedőnek és bankárnak adományozta, aki megkapta a horvát báni címet is. 1540-ben a csáktornyai Ernusztok kihalása után az uradalom rövid ideig a Keglevich családé, majd 1546-ban I. Ferdinánd király adományából a Zrínyieké lett. 1691-ben Zrínyi Ádám halála után a birtok a kincstáré lett.  1715-ben III. Károly a Muraközzel együtt gróf Csikulin Jánosnak adta zálogba, de a király 1719-ben szolgálatai jutalmául elajándékozta Althan Mihály János cseh nemesnek. 1791-ben gróf Festetics György vásárolta meg és ezután 132 évig a tolnai Festeticsek birtoka volt.
A korabeli feljegyzésekből tudjuk, hogy már 1831-ben állt itt egy szép udvarház, körülötte rendezett parkkal, melyet valószínűleg még a 17. században építtetett gróf Zrínyi Ádám, a költő és hadvezér Zrínyi Miklós fia. Ennek a helyén építtette 1870-ben a Festetics család a mai is álló pompás neogótikus kastélyt.
Vályi András szerint " PRIBISLAVECZ. Elegyes horvát falu Szala Vármegyében, földes Ura Gr. Álthán Uraság, lakosai katolikusok, ’s másfélék, fekszik Csáktornyához közel, mellynek filiája, határja jól termő."
1910-ben 1121, túlnyomórészt horvát lakosa volt. 1920 előtt Zala vármegye Csáktornyai járásához tartozott, majd a délszláv állam része lett. 1941 és 1944 között ismét Magyarországhoz tartozott, majd visszakerült Jugoszláviához. 2001-ben 2929 lakosa volt.

## Nevezetességei
- A Festetics-kastélyt[4] 1870-ben építtette gróf Festetics György egy korábbi udvarház helyén neogótikus stílusban. A kastélyt szép park és kert övezi, benne kis kápolnával. Bár a kastély a háború alatt kárt szenvedett, ma is a Muraköz egyik legszebb romantikus épülete. Ma a helyi alapiskola működik benne.

- Szent Flórián tiszteletére szentelt római katolikus plébániatemploma 1867-ben épült. Mai formáját az 1903-as bővítés után érte el. A hajó 16,89 m hosszú és 9,16 m széles, a szentély szélessége 5,74 m. 1975-ben építették hozzá a sekrestyét. Az oltárkép ismeretlen festő alkotása, gróf Festetics György ajándéka.

- A település központjában, a plébániatemplom[5]  közelében található a Szentháromság-szentély, mely három oldalról nyitott falazatú kápolnaként épült, és 1800 körül épített nyeregtető borítja. Tiszta forma, az építészeti elemek nyugodt elrendezése, karcsúság és elegancia jellemzi. A szentély négyzet alaprajzú, és csak a hátsó oldala van teljesen felfalazva. Az oldalfalak magas, félkör alakú lekerekített nyílásokkal rendelkeznek, míg az elülső rész teljes magasságban nyitott. A rácsos bejárati ajtón keresztül egy kis baldachinos boltozattal fedett helyre lépünk be. A hátfal három részből áll: az oltári menzájából, a központi rész mellékalakjaiból (Szent Borbála és Mihály arkangyal) és a felső részből a Szentháromság szoborcsoportjával.